# Reserva Biológica Ilha de Maracá
A Reserva Biológica Ilha de Maracá está situada em Uraricoera, no estado de Roraima, Brasil. Fica a 135 km de Boa Vista, no município de Amajari.
A ilha de Maracá localiza-se na fronteira entre a floresta Amazônica e as savanas que se estendem pela Venezuela e pela Guiana. Situada no médio Uraricoera, a ilha de Maracá tem a extensão de 101 312 hectares, sendo 25 de largura e 60 de comprimento. É delimitada pela divisão do rio Uraricoera em dois furos. O furo de Santa Rosa, ao norte e o furo Maracá ao sul, todos eles de difícil navegação.
A estação conta com uma infraestrutura, com base administrativa, contando com alojamentos, energia, telefone. Sedia inúmeros projetos de pesquisas, nacionais e internacionais, tornando-a uma unidade de conservação do país. Tendo como apoio o IBAMA que ajuda na fiscalização das fronteiras da estação.
Maracá foi a primeira estação ecológica do Brasil, e foi criada em 18 de abril de 1979, e atualmente seu administrador é o Sr. Guttemberg Moreno.